# Reconstructions and Recycling
Reconstructions and Recycling è un album di remix del musicista britannico Bass Communion, pubblicato nel marzo 2003 dalla Headphone Dust.

## Descrizione
Contiene i remix dei brani del secondo album Bass Communion realizzati da vari artisti legati alla scena ambient e drone.
Il 21 ottobre 2019 il disco è stato ripubblicato digitalmente e anche in formato doppio CD dall'etichetta russa Aquarellist in edizione rimasterizzata con l'aggiunta di due bonus track.

## Tracce
Musiche di Steven Wilson

### Edizione del 2003
1. BC:(Lull) – From 31 Minutes – 3:25
2. BC:(Monolake) – The Battle of Tetris – 7:37
3. BC:(Carbon Boy) – BCRemix1.2 – 7:50
4. BC:(Bola) – Macrovelux Deluxremux – 6:04
5. BC:(Rapoon) – Clandestine Report from the Netherworld – 8:09
6. BC:(Black Faction) – Abyssinian Abyss – 5:57
7. BC:(Rhinoceros) – Pachydermatous Armada – 4:24
8. BC:(Vidna Obmana) – Rebirth – 20:58
9. BC:(Jonathan Coleclough+Colin Potter) – Drugged IV – 14:56

### Riedizione del 2019
CD 1
1. BC:(Lull) – From 31 Minutes – 3:45
2. BC:(Monolake) – The Battle of Tetris – 7:37
3. BC:(Carbon Boy) – BCRemix1.2 – 7:51
4. BC:(Bola) – Macrovelux Deluxremux – 6:06
5. BC:(Rapoon) – Clandestine Report from the Netherworld – 8:24
6. BC:(Black Faction) – Abyssinian Abyss – 5:57
7. BC:(Rhinoceros) – Pachydermatous Armada – 4:24
8. BC:(Vidna Obmana) – Rebirth – 21:04

CD 2
1. BC: (Experimental Audio Research) – Ear Mix 2 – 10:45
2. BC:(Scorn) – Basscom Mix – 17:46
3. BC:(Jonathan Coleclough / Colin Potter) – Drugged IV – 14:55